# Брячислав Давидович
Брячисла́в Дави́дович (кінець 11 століття — після 1129 (1130) — князь ізяславський і логойський (1116—1127) з династії Володимировичів, гілки Ізяславичів Полоцьких.
Син полоцького князя Давида Всеславича, онук Всеслава Брячиславича і правнук Брячислава Ізяславича.
У 1116 році Брячислав Давидович став правити Ізяславом, який відбрали у Гліба Всеславича. Ймовірно, в той же час між Києвом і Полоцьком була укладена угода, скріплена шлюбом Брячислава з Ксенією, дочкою Мстислава Володимировича. Проте це не врятувало молодого князя від вигнання.
Брячислав Давидович помер після 1129 (1130) року у вигнанні в Візантії.

## Сім'я
- Батько: Давид Всеславич
- Матір:
- Брати:
- Сестри:
- Дружини: Ксенія
- Коханки:
- Сини:
- Доньки: